# NK Mladost Divoševci
NK Mladost je nogometni klub iz Divoševaca.
Trenutačno se natječe se u 1. ŽNL Brodsko-posavskoj..